# 上迫忠夫
上迫忠夫（日语：／ Uesako Tadao，1921年10月14日—1986年10月20日），生于島根縣浜田市，日本男子竞技体操运动员。他曾获得1952年夏季奥运会体操比赛男子自由体操银牌和跳马铜牌。